# Софиевка (Кегичёвский район)
Софиевка (укр. Софіївка) — село,
Рояковский сельский совет,
Кегичёвский район,
Харьковская область, Украина.
Код КОАТУУ — 6323184807. Население по переписи 2001 года составляет 202 (108/94 м/ж) человека.

## Географическое положение
Село Софиевка находится у истоков реки Вшивенькая, ниже по течению примыкает село Раздолье (Красноградский район), на расстоянии в 2,5 км расположены сёла Дальнее и Гутыревка.
На расстоянии в 2,5 км расположена железнодорожная станция Шляховой.

## История
- 1771 — дата основания.

## Экономика
- Молочно-товарная ферма.
- «Софиевка», сельскохозяйственное ЧП.

## Объекты социальной сферы
- Школа.

## Достопримечательности
- Братская могила советских воинов.